# Merel Morre
Merel Morre (Rosmalen, 1977) is een Nederlandse dichter en tekstschrijver. Ze was van 2013 tot 2015 stadsdichter van Eindhoven.

## Levensloop
Morre groeide op in Rosmalen en ontwikkelde zich tot dichter en tekstschrijver. Ze runt een tekstbureau en schrijft teksten voor diverse doeleinden. Als stadsdichter van Eindhoven tussen 2013 en 2015 publiceerde Morre regelmatig poëtische teksten via sociale media zoals Twitter en Instagram. Ze heeft meerdere dichtbundels uitgebracht. Haar werk bevat vaak korte, poëtische teksten, waarvan een deel in de vorm van oneliners. Een terugkerend thema in haar werk is de vergankelijkheid van het leven, zoals in de bundel Het bekende weg uit 2018.